# Щусев, Пётр Викторович
Пётр Викторович Щусев (1871, Кишинёв — 1934) — русский военный врач, учёный, публицист, путешественник, участник экспедиции Российского общества Красного Креста в Абиссинию.

## Биография
Родился в небогатой дворянской семье. Предок Константин Щусев служил есаулом в Запорожском войске и был причастен к казачеству. Отец — Виктор Петрович Щусев, надворный смотритель, служивший в земстве, а затем смотритель богоугодных заведений (кишинёвской земской больницы). Мать — Мария Корнеевна, в девичестве Зазулина. Брат архитектора Алексея Викторовича Щусева и Павла Викторовича Щусева (1880—1957), архитектора, члена-корреспондента академии архитектуры СССР, доктора технических наук. Ещё один брат — Сергей Викторович Щусев (1868—?), почвовед.
Выпускник Императорской медико-хирургической академии. В 1896 году в составе санитарной экспедиции Красного Креста был командирован в Абиссинию.
Через Сомалийскую пустыню прошёл от г. Джибути через г. Харэр в Аддис-Абебу. Врач П. В. Щусев путешествуя по африканской стране, написал пособие «Врачебные советы для абиссинцев», где в самой доступной форме изложил основы медицинских знаний и правила личной гигиены. Возможно, поэтому ему была вручена грамота от Менелика II, в которой говорилось: «Мы, могущественный царь, награждаем в лице врача Щусева Русское Общество Красного Креста за медицинскую помощь дорожной сумкой, саблей с надписью на рукояти и нашим знаком отличия — почётной звездой. Этот знак разрешаем носить на груди» (Грамота хранится в архивах Российского Красного Креста).
В 1897—1898 годах во время второго пребывания в Эфиопии пересёк северную часть Эфиопского нагорья, побывал у истоков Голубого Нила и оз. Тана на северо-западе Эфиопии, восточная Африка. Отсюда через города Гондэр, Аксум и Адуа прибыл в Массауа.
В ходе путешествия собрал образцы почв, сведения о некоторых растениях, характере земледелия и земледельческих орудиях, дал детальное описание истоков Голубого Нила. По возвращении на родину выступил с докладом о годичном пребывании в Абиссинии на заседании ИРГО, а также опубликовал брошюру «Из путешествия в Абиссинию (с отрядом Красного Креста)».
Учитывая, что Пётр Николаевич Краснов, начальник конвоя российской дипломатической миссии (1897—1898), оценивая заслуги первой абиссинской экспедиции РОКК, не упомянул о Щусеве, можно предположить, что военный врач П. В. Щусев производил разведку в Эфиопии, только более глубокую и скрытную, в интересах Российской империи.
Став членом Императорского Русского географического общества, он побывал во многих странах мира. Являясь активным членом Императорского Русского Географического Общества (ИРГО), собирал интересные сведения о природе, населении и хозяйстве разных стран, в том числе Эфиопии, которые сообщал на заседаниях Географического общества.

## Избранные сочинения
- Врачебные советы для абиссинцев. 1897
- Доклад о годичном пребывании в Абиссинии//Известия ИРГО. 1897. Т. XXXIII. Вып. 5. С. 449—452.
- Из путешествия в Абиссинию (с отрядом Красного Креста). 1897
- К истокам Голубого Нила. 1902